# Impact is Imminent
Albums de Exodus
Fabulous Disaster
(1989) Good Friendly Violent Fun
(1991)
Impact is Imminent est le quatrième album studio du groupe de thrash metal américain Exodus, sorti en 1990 sous le label Capitol Records.
C'est le premier album du groupe enregistré avec le batteur John Tempesta. Il s'agit également du dernier album studio du groupe enregistré avec le bassiste Rob McKilliop.
L'album a atteint la 137e place au classement Billboard 200 de l'année 1990.

## Musiciens
- Steve "Zetro" Souza - Chant
- Gary Holt - Guitare
- Rick Hunolt - Guitare
- Rob McKillop - Basse
- John Tempesta - Batterie

## Liste des titres
1. Impact Is Imminent – 4:20
2. A.W.O.L. – 5:44
3. The Lunatic Parade – 4:14
4. Within The Walls Of Chaos – 7:45
5. Objection Overruled – 4:34
6. Only Death Decides – 6:07
7. Heads They Win (Tails You Lose) – 7:43
8. Changing Of The Guard – 6:50
9. Thrash Under Pressure – 2:38